# نسر
نسر شهری است از توابع بخش جلگه‌رخ، شهرستان تربت حیدریه که در فاصله ۱۵۳ کیلومتری جنوب مشهد و ۷۳ کیلومتری شمال‌شرقی تربت حیدریه واقع شده است. نسر از سطح دریا ۱٬۸۲۱ متر ارتفاع دارد و در سال ۱۳۹۵ ،۳٬۶۳۳ جمعیت داشته است. طبق مصوبه هیئت وزیران در ۲۷ اسفند ۱۳۹۹ روستای نسر به شهر ارتقاء یافت. این شهر در دامنه‌های شمالی رشته‌کوه کوهسرخ قرار دارد.

## جمعیت
براساس سرشماری مرکز آمار ایران در سال ۱۳۹۵، جمعیت نسر ۳٬۶۳۳ نفر (۱٬۰۸۸ خانوار) بوده است.